# Timirjazevskaja (spoorwegstation)
Timirjazevskaja (Russisch: Тимирязевская uitspraakⓘ) is een station aan de Savjolovski-spoorweg in de Russische hoofdstad Moskou.

## Geschiedenis
Het station werd begin 1985 geopend, ongeveer halverwege het 6 kilometer lange baanvak tussen station Moskva Savjolovskaja en station Okroezjnaja. Het station was nodig gezien het sterk toegenomen reizigersaanbod als gevolg van de ontwikkeling van de wijk Boetyrskaja. 
Het tracé van metrolijn 9 naar dit gebied werd pas in 1983 vastgelegd en pas in 1991 werd dit deel van lijn 9 geopend. Het station is, net als de bij het station gelegen Landbouwacademie van Moskou, vernoemd naar de bioloog Kliment Timirjazev.
Het station is niet het eerste van Timirjazevskaja, dat lag ongeveer 1 km noordelijker ter hoogte van de Krasnostoedentsjeski Projezd. Dat station is voor het eerst te zien op de kaart van 1939 en staat ook nog op de kaarten van 1959. De exacte sluitingsdatum is onduidelijk, maar op de kaarten van 1966-1968 staat het oude Timirjazevskaja niet meer.
Het station uit 1985 kende twee zijperrons met bescheiden toegangsgebouwen. In 1991 werd aan de westkant tussen het station en de Dmitrovskoje Sjosse op 63,5 meter diepte het gelijknamige metrostation geopend. In 2017 werd besloten tot de opzet van een stadsgewestelijk met vijf lijnen, waarvan lijn 1 het station zou aandoen. In verband met dit stadsgewestelijk net werd het station in de periode 2019 – 2023 omgebouwd tot een station in de bouwstijl van het stadsgewestelijk net dat op 27 juli 2023 werd geopend. Tijdens de ombouw moesten de reizigers gebruikmaken van een provisorium met houten perrons langs de boog ten zuiden van het station.

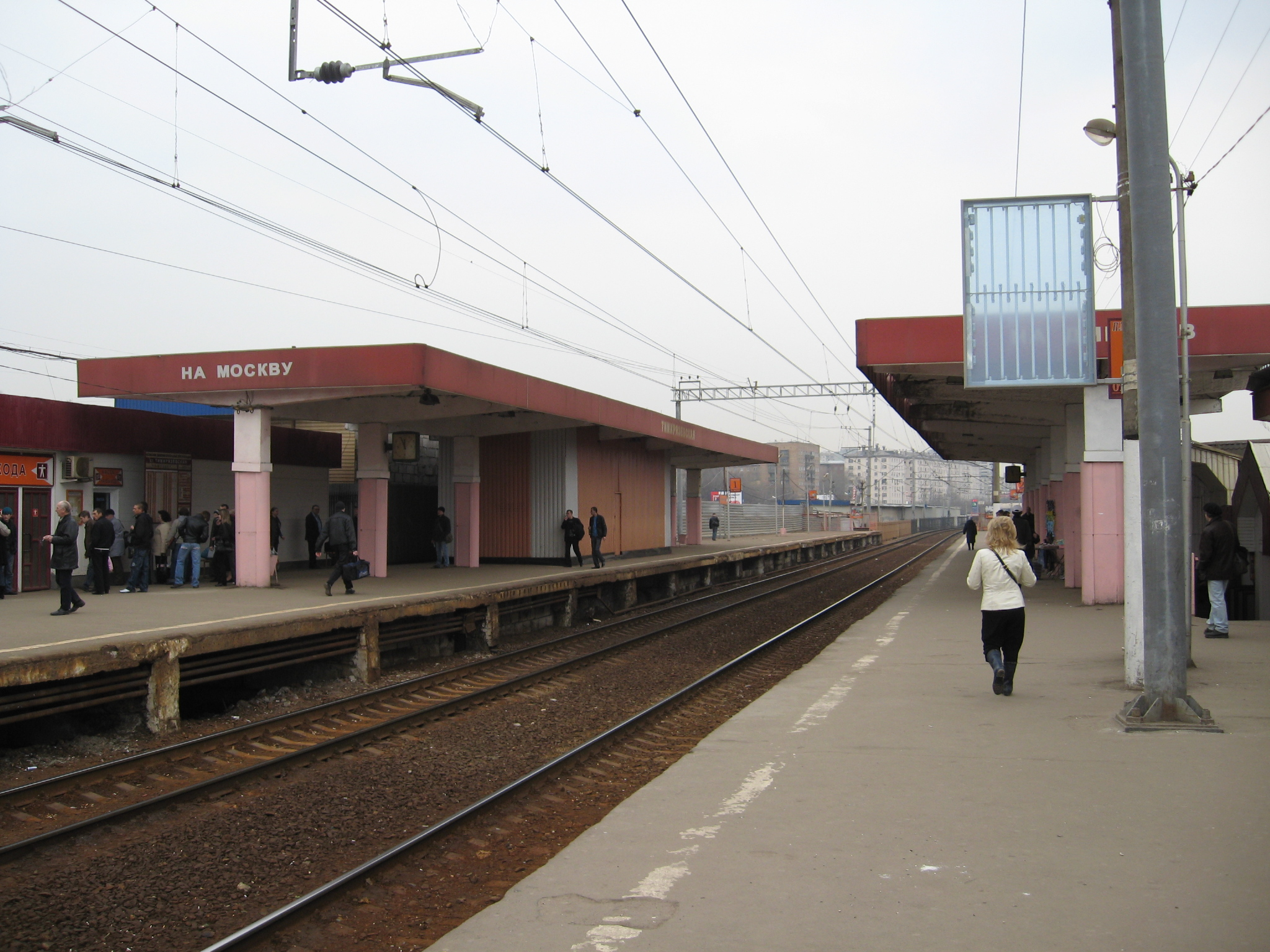
Het station uit 1985
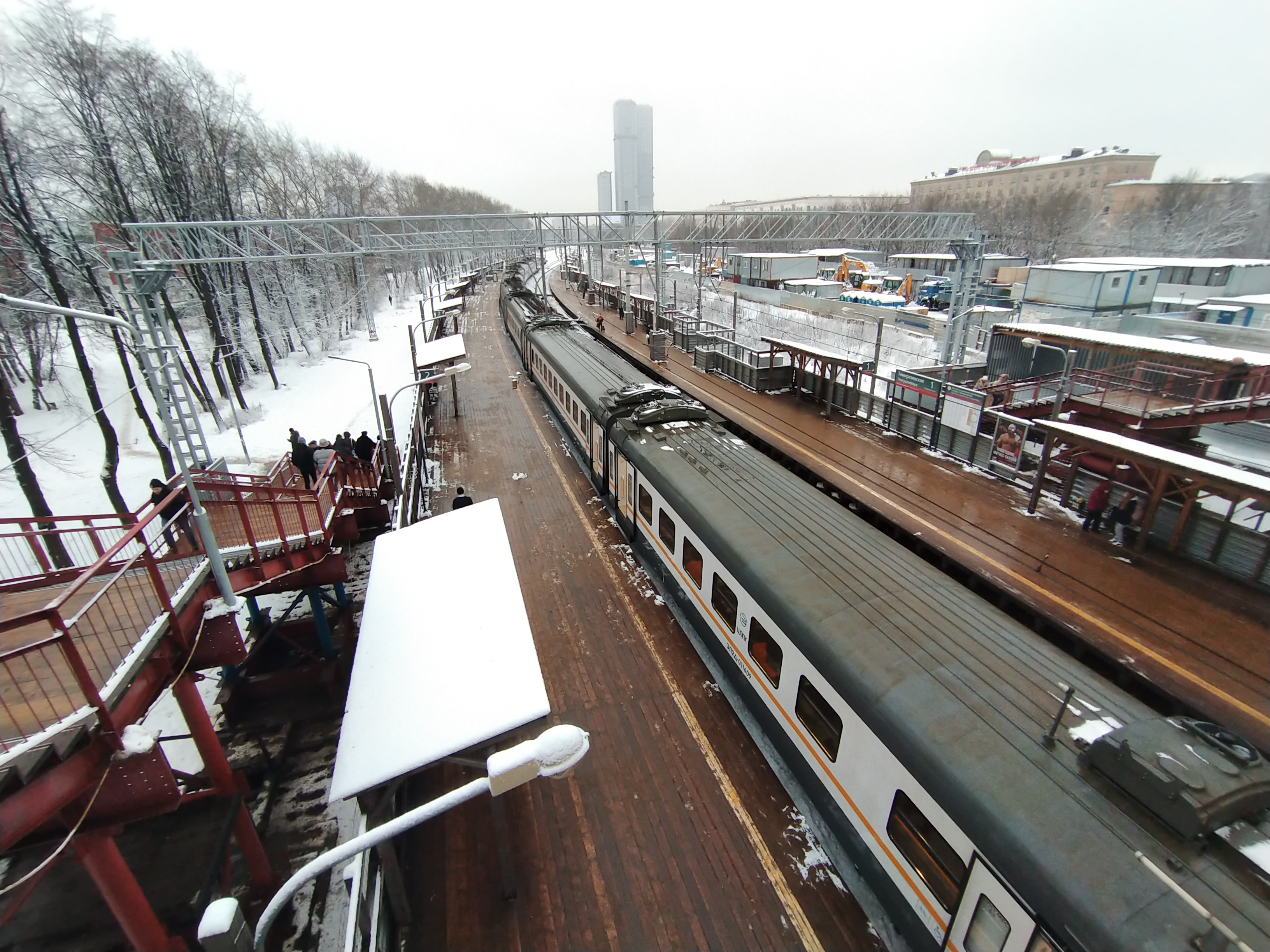
Het provisorium tijdens de ombouw
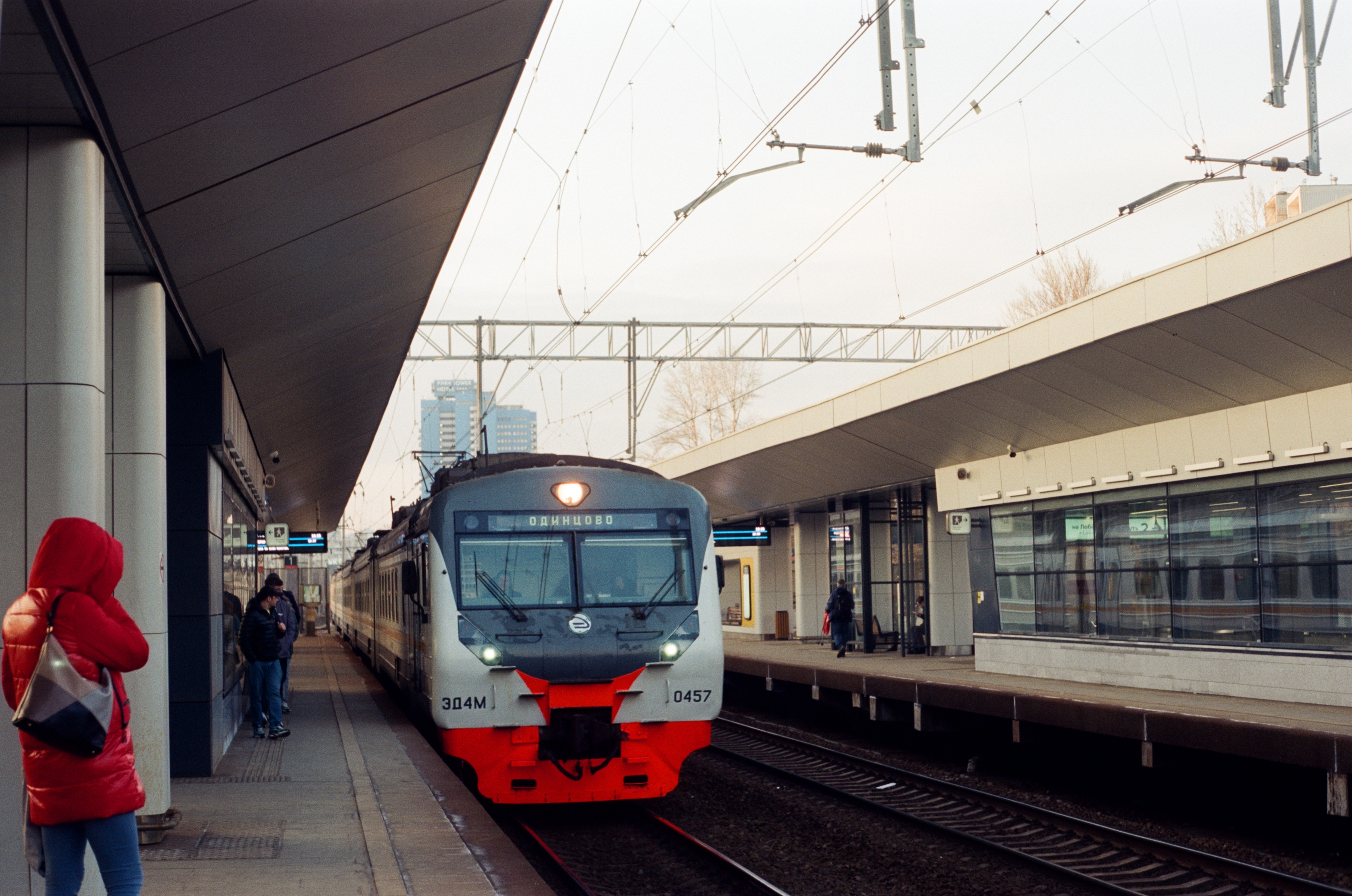
Reeks ED in april 2024 in het station

## Ligging en inrichting
Het station heeft sinds de ombouw een oppervlakte van meer dan 8 duizend m² en heeft twee geheel overkapte eilandperrons met informatieborden, bankjes, SOS-zuilen en digitale treinaanwijzers. 
De ondergrondse verdeelhal is met een 60 meter lange reizigerstunnel verbonden met de roltrapgroep van het metrostation en de toegangsgebouwen aan de Dmitrovskoje Sjosse. Deze tunnel wordt niet alleen door reizigers gebruikt, maar dient ook als oversteek voor voetgangers tussen de wijken ten westen en ten oosten van de spoorlijn. Het nieuwe stationsgebouw staat aan de oostkant van het spoor en is toegankelijk vanaf Jablotskova en het monorailstation bij de Oelitsa Fonvizina. Het station heeft OV-poortjes, loketten, kaartautomaten en toiletten. De perrons zijn door roltrappen en liften verbonden met de reizigerstunnel. 

## Reizigersverkeer
Het station wordt bediend door lijn D1 van het stadsgewestelijk net die een rechtstreekse verbinding onderhoudt over de Smolensk-spoorweg en de Savjolovski-spoorweg. Vooralsnog worden de twee sporen tussen de perrons gebruikt, de sporen in de spoorbakken aan de buitenkant komen volgens planning voor 2027 in bedrijf. De reizigersdienst wordt verzekerd door treinstellen van de reeks ED, ER voor een spanning van 3 kV en een spoorwijdte van 1520 mm. De reistijd van station Moskva Savjolovskaja bedraagt ongeveer 5 minuten. De verste stations met een rechtstreekse verbinding zijn Savjolovo, Doebna en Zjoltikovo in het noorden en Borodino, Zvinigorod en Oesovo in het zuiden.